# Reserva Extrativista Rio Xingu
A reserva extrativista Rio Xingu é uma unidade de conservação brasileira de uso sustentável da natureza, localizada no estado do Pará, com território distribuído pelos municípios de Altamira e São Félix do Xingu.

## Histórico
Rio Xingu foi criada através de Decreto sem número emitido pela Presidência da República em 5 de junho de 2008, com uma área de 303 001,55 ha.